# Janaillat
Janaillat ist eine Gemeinde im Zentralmassiv in Frankreich. Sie gehört zur Region Nouvelle-Aquitaine, zum Département Creuse, zum Arrondissement Guéret und zum Kanton Ahun. 

## Geographie
Sie grenzt im Norden an Azat-Châtenet, im Nordosten an Saint-Éloi, im Osten an Sardent, im Südosten an Thauron, im Südwesten an Saint-Dizier-Masbaraud mit Saint-Dizier-Leyrenne und im Westen an Augères. An der westlichen Gemeindegrenze verläuft der Fluss Leyrenne.

## Bevölkerungsentwicklung
| Jahr      | 1962 | 1968 | 1975 | 1982 | 1990 | 1999 | 2008 | 2018 |
| --------- | ---- | ---- | ---- | ---- | ---- | ---- | ---- | ---- |
| Einwohner | 724  | 663  | 545  | 470  | 404  | 367  | 356  | 324  |

## Gemeindepartnerschaft
- Ennery im Département Moselle